# 李心學
李心學（1520年—？），字建中，一字師顏，號检菴，直隸鳳陽府臨淮縣人，民籍，明朝政治人物。

## 生平
嘉靖二十五年（1546年）丙午科應天府鄉試第一百二十四名舉人。嘉靖二十六年（1547年）聯捷丁未科二甲第七十九名進士。通政司觀政，授戶部主事，榷税九江，升員外郎，出知河南衛輝府。历官湖广兵备副使、雲南右参政、湖廣左参政，晋湖广按察使，隆慶元年（1567年）十月升右布政使，四年八月轉四川左布政使。
萬曆三年（1575年）二月起調貴州左布政使，平息民亂，軍功卓著。

## 家族
曾祖李安；祖父李榮；父李秀，曾任訓導。母楊氏。具庆下。兄李潮；弟性學、志學（举人、和州知州）、勉學、承学、典学。子嘉庆、重庆、绍庆。